# The Dream (Roko Blažević)
The Dream è un singolo del cantante croato Roko Blažević, pubblicato il 17 febbraio 2019 su etichetta discografica Croatia Records.
Scritto da Jacques Houdek, Andrea Ćurić e Charlie Mason, il brano è stato selezionato per partecipare al Dora 2019, processo selezione nazionale per l'Eurovision Song Contest. Nella serata del 16 febbraio è risultato il preferito sia dal voto della giuria che dal pubblico ed è stato dichiarato vincitore, ottenendo così il diritto di rappresentare la Croazia all'Eurovision Song Contest 2019 a Tel Aviv, in Israele. Qui si è esibito nella seconda semifinale del 16 maggio, ma non si è qualificato per la finale, piazzandosi 14º su 18 partecipanti con 64 punti totalizzati, di cui 38 dal televoto e 26 dalle giurie.

## Tracce
Download digitale
1. The Dream – 3:00
2. Heroj – 3:00

## Classifiche
| Classifica (2019) | Posizione massima |
| ----------------- | ----------------- |
| Croazia           | 1                 |